# Guillermo Vargas
Guillermo Vargas Jiménez, más conocido como Habacuc (San José,  18 de septiembre de 1975), es un artista conocido por la controversia debida a la exhibición de un perro callejero en una galería en Nicaragua en 2007.

## Vida y trabajo
Vargas estudió para ser un docente de educación especial en la Universidad Interamericana de Costa Rica, pero no terminó la carrera. Vargas se describe como artista autodidacto. Trabaja varias medias, incluyendo la fotografía, el dibujo, la intervención al espacio público, la instalación, la danza teatro, y el video. Ha exhibido en México, Nicaragua, España, Italia, Perú, y Costa Rica, así como en el Banco de Desarrollo Interamericano en los Estados Unidos. Vargas fue escogido como uno de seis representantes de Costa Rica para presentar en la Bienal Centroamericana Honduras en 2008 y otra vez para la Bienal del Istmo 2010. En junio de 2010, dos de sus vídeos fueron elegidos para la Bienal de Pontevedra en España, pero después de que Vargas apareció en una camiseta que decía "camisETA," sus vídeos fueron sacados del evento. Considerado uno de los artistas más controversiales del siglo XXI, es pionero en el arte de la Posverdad.

## Exposición N° 1
En agosto de 2007, Vargas mostró su obra Exposición N° 1 en la Galería Códice en Managua, Nicaragua. La exposición incluyó la quema de 175 piezas de cocaína de grieta y una onza de marihuana mientras el himno sandinista tocaba al revés. La obra también incluyó un perro callejero atado a una pared por una cuerda con "Eres Lo Que Lees" escrito en la pared con comida de perro. La obra atrajo controversia cuando se dio la noticia que el perro había muerto de hambre como parte de la obra. Según Vargas, la obra también se conformó por la "utilización de medios de comunicación masiva."
Fotografías de la exposición aparecieron en el Internet, mostrando el perro amarrado a la pared de una sala llena de personas. El ultraje provocado por las fotos y las alegaciones que el perro había muerto de hambre se proliferaron internacionalmente vía blogs, correos electrónicos, y otras fuentes, incluyendo peticiones para impedir que Vargas participara en el 2008 Bienal Centroamericana en Honduras, lo cual recibió más de cuatro millones de firmas. Vargas firmó la petición, diciendo «Por tradición los artistas firmamos las obras.»
Juanita Bermúdez, la directora de la Galería Códice, declaró que alimentaron al perro regularmente y sólo pasó tres horas amarrado a la pared antes de que huyó. Vargas se negó a comentar en cuanto al perro, pero notó que nadie intentó liberar al perro, darle de comer, llamar la policía, o hacer cualquier otra cosa por el perro. Vargas declaró que la exposición y la controversia que generó destacan la hipocresía de las personas porque nadie se preocupa por un perro que muere de hambre en la calle. En una entrevista con El Tiempo, Vargas explicó que fue inspirado por la muerte de Natividad Canda, un adicto indigente nicaragüense, quien fue asesinado por dos rottweilers en Cartago, Costa Rica, mientras era filmado por la prensa en la presencia de policía, bomberos, y el guardia del lugar.
Después de investigar el caso, la Humane Society of the United States dijo que encontró que el perro estaba en un estado de inanición cuando fue capturado y que se huyó después de un día de cautividad; aun así, la organización también rotundamente condenó "el uso de animales vivos en exposiciones como este." La Sociedad Mundial para la Protección de Animales (WSPA) también investigó la exposición. WSPA encontró que la información con respecto al asunto fue "inconsistente" y se reunió con patrocinadores de la Honduras Bienal para asegurar que ningún animal sería maltratado en esa exposición en aquel país.

## Axioma
En diciembre de 2013, Vargas presentó su trabajo Axioma en una galería en Heredia, Costa Rica. Presentó un perro sano (nombrado Axioma) y prometió empezar un blog, publicando una foto por día del perro hasta las elecciones de Costa Rica en febrero de 2014. Dijo que las fotos mostrarían los efectos del paso de tiempo en el perro y que a la vez mostraría imágenes de los "mitos" que él encontró en el informe oficial en el estado de la nación. Vargas fue acusado de planear documentar la inanición del perro. La organización de bienestar animal Asesoría Legal Animal publicó una de las fotos en su cuenta de Facebook, pidiendo ayuda para parar a Vargas. En la controversia que se creyó, el blog fue cerrado, y el Servicio de Salud Animal Nacional de Costa Rica investigó el caso, encontrando que el perro estaba en buen salud. Vargas explicó que encontró el perro en la calle en 2010 y documentó su recuperación con el tiempo. La idea era subir las fotos de la recuperación del perro en orden inverso. Vargas describió la reacción a su trabajo como típico de un mundo en que las personas opinan sin informarse.

## Premios
- Primer lugar Bienarte 2005, San José, Costa Rica[3]
- Primer lugar Bienarte 2007, San José, Costa Rica[3]
- Primer lugar Bienarte 2009, San José, Costa Rica[6]